# HMS Pakenham (G06)
HMS Pakenham (G06) là một tàu khu trục lớp P được Hải quân Hoàng gia Anh Quốc chế tạo trong Chương trình Khẩn cấp của Chiến tranh Thế giới thứ hai. Được đưa vào hoạt động năm 1942, nó đã tham gia Trận Madagascar và nhiều chuyến vận tải Malta trước khi bị hư hại nặng trong một cuộc đụng độ với tàu phóng lôi Ý vào tháng 4 năm 1943, và bị đánh đắm.

## Thiết kế và chế tạo
Pakenham được đặt hàng cho xưởng tàu của hãng Hawthorn Leslie and Company tại Hebburn vào ngày 2 tháng 10 năm 1939, như một phần của Chương trình Khẩn cấp Chiến tranh, và được đặt lườn như là chiếc HMS Onslow vào ngày 6 tháng 2 năm 1940. Nó được hạ thủy vào ngày 28 tháng 1 năm 1941, nhưng đang khi được trang bị hoàn tất vào tháng 8 năm 1941, tên nó được đổi thành Pakenham. Nó được trang bị những phương tiện bổ sung để hoạt động như một soái hạm khu trục, và cuối cùng được hoàn tất vào ngày 4 tháng 2 năm 1942.

## Lịch sử hoạt động
Dưới quyền chỉ huy của Đại tá Hải quân Eric Barry Kenyon Stevens, Pakenham khởi hành đi Ấn Độ Dương vào tháng 4 năm 1942 để tham gia Chiến dịch Ironclad, cuộc đổ bộ nhằm chiếm đóng cảng Diego Suarez, khởi đầu cho chiến dịch của Anh nhằm tái chiếm đảo Madagascar vốn đang dưới quyền kiểm soát của phe Vichy Pháp.
Pakenham sau đó được chuyển sang Hạm đội Địa Trung Hải đặt căn cứ tại Alexandria, và tham gia vào Chến dịch Vigorous, một nỗ lực thất bại trong việc hộ tống một đoàn tàu vận tải chuyển hàng tiếp liệu đến Malta đang bị phong tỏa. Đến tháng 8, nó tham gia một hoạt động nghi binh nhằm thu hút sự chú ý của đối phương trong khi diễn ra Chiến dịch Pedestal, vốn thành công trong đưa nhiều tàu tiếp liệu đến Malta cho dù bị thiệt hại nặng.  Vào tháng 10, Pakenham là một trong những tàu đã tấn công, buộc chiếc tàu ngầm U-boat Đức U-559 phải nổi lên mặt nước. Bị thủy thủ đoàn Đức bỏ lại, một đội đổ bộ từ chiếc tàu chị em Petard đã sang chiếc tàu ngầm, lấy được những bảng mật mã Enigma vô cùng quý giá đối với phe Đồng Minh trước khi chiếc tàu ngầm đắm. Trong tháng 11 và tháng 12, nó còn tham gia hai chuyến tiếp tế thành công đến Malta: Chiến dịch Stone Age và Chiến dịch Portcullis.
Pakenham có một loạt những chiến công trong tháng 1 năm 1943. Cùng với Hursley, nó đã đánh chìm chiếc tàu ngầm Ý lớp Squalo Narvalo vào ngày 14 tháng 1; đánh chìm chiếc tàu phụ trợ Ý Tanaro vào ngày 16 tháng 1; và cùng với Nubian và tàu khu trục Hy Lạp Vasilissa Olga đánh chìm chiếc tàu vận tải Ý Stromboli vào ngày 18 tháng 1.
Vào sáng sớm ngày 16 tháng 4 dưới quyền chỉ huy của Trung tá Hải quân Basil Jones, và trong khuôn khổ Trận chiến vận tải Cigno, Pakenham và Paladin đụng độ với các tàu phóng lôi Ý lớp Spica Cigno và Cassiopea khi chúng đang hộ tống tàu vận chuyển Belluno. Một trận chiến ngắn giữa các tàu chiến diễn ra trong khi Belluno thoát đi, khi Cigno bị bất hoạt bởi hải pháo rồi bị phóng ngư lôi, còn Cassiopea bị hư hại nặng. Tuy nhiên, Pakenham trúng phải đạn pháo bốn lần, làm hỏng động cơ. Paladin tìm cách kéo con tàu chị em đến nơi an toàn, nhưng mối đe dọa từ các cuộc không kích của đối phương buộc nó phải đón thủy thủ đoàn của Pakenham lên tàu, rồi phóng ngư lôi đánh đắm chiếc tàu khu trục về phía Đông Sicily, ở tọa độ 37°26′B 12°30′Đ / 37,433°B 12,5°Đ.